# Їлдиз Гамідіє
Мечеть Їлдиз Гамідіє (тур. Yıldız Hamidiye Camii) або мечеть Їлдиз (тур. Yıldız Camii) — османська імперська мечеть, розташована в кварталі Їлдиз району Бешикташ у Стамбулі (Туреччина), на шляху до палацу Їлдиз.

## Історія

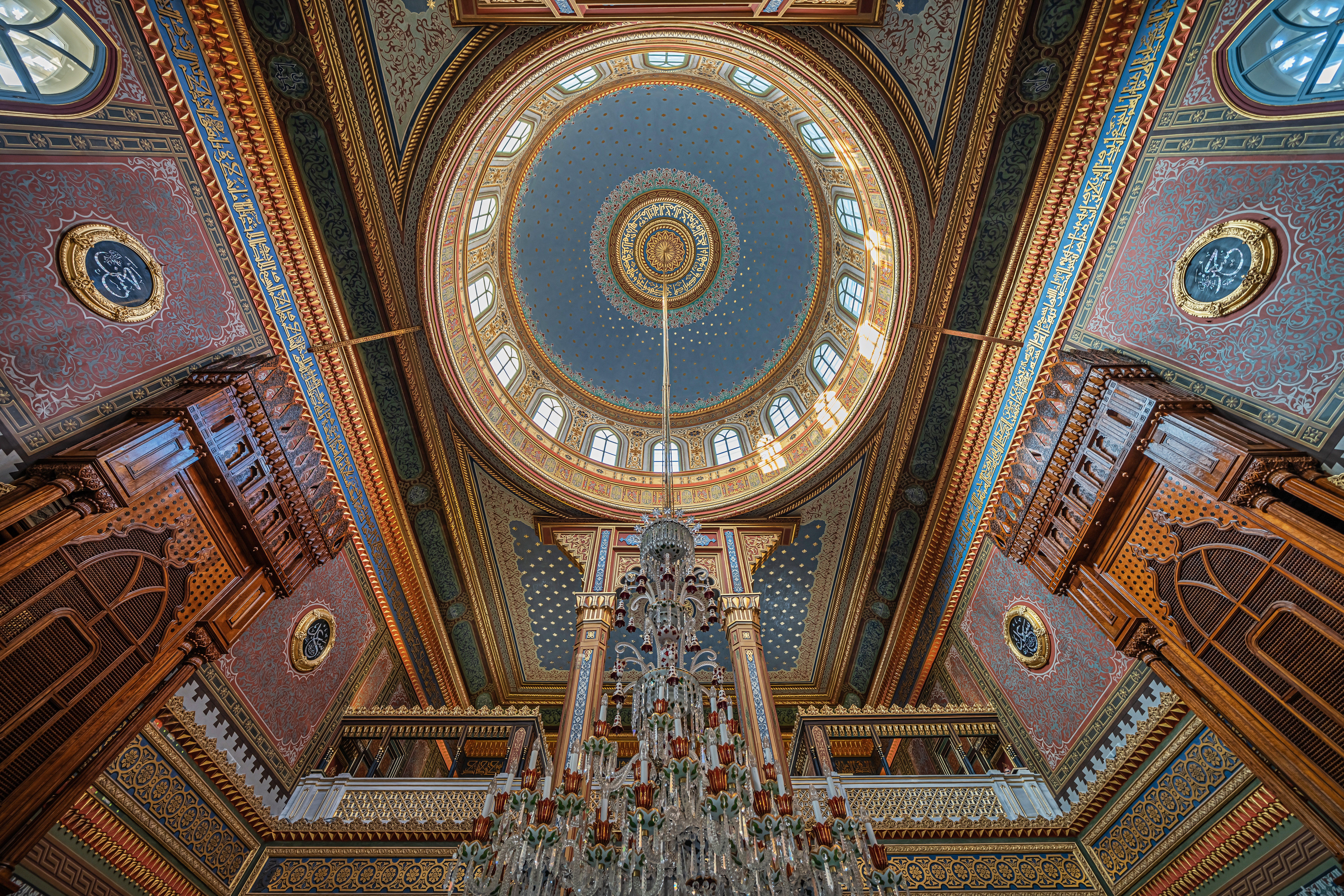
Інтер'єр купола.

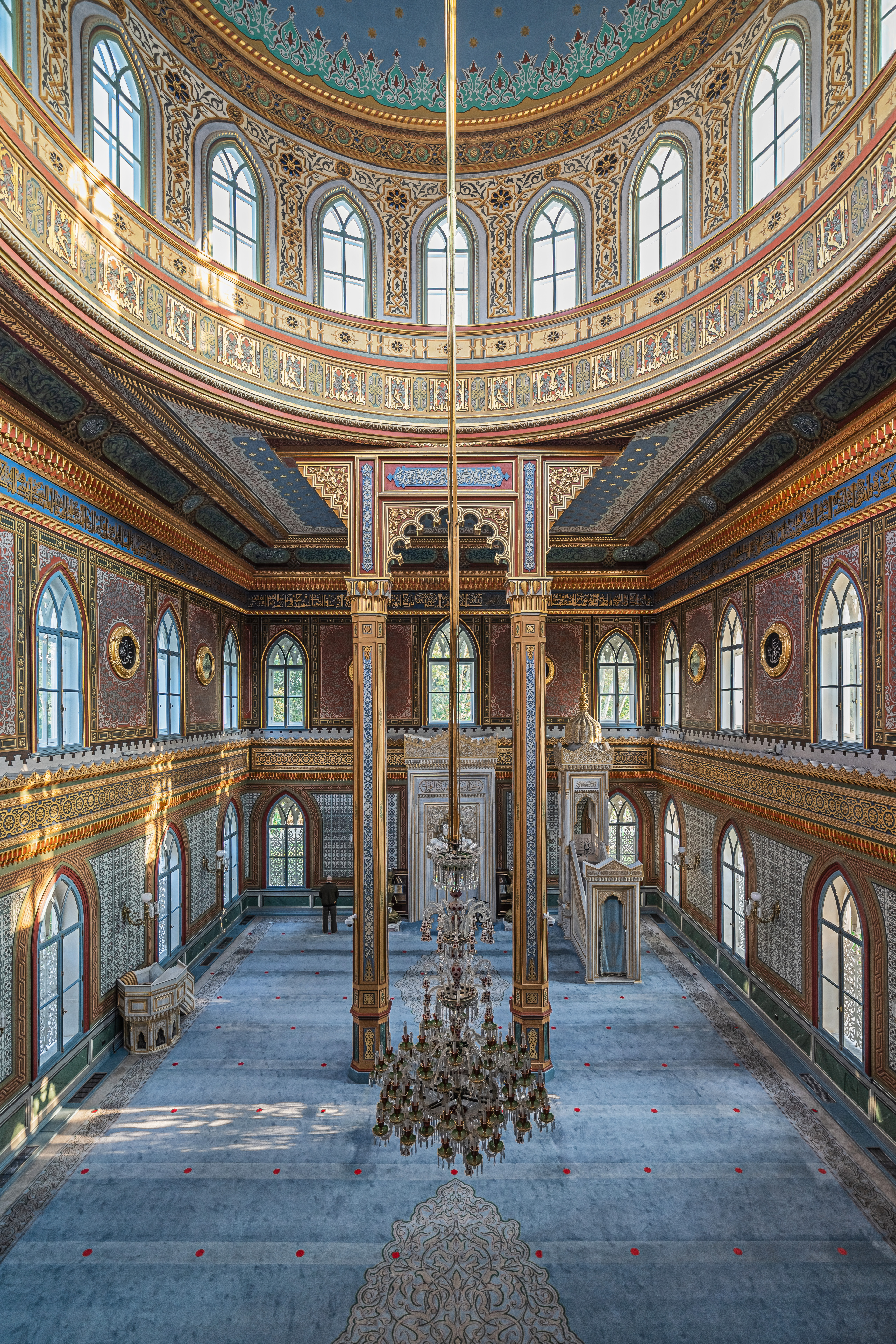
Інтер'єр мечеті.

Мечеть була замовлена османським султаном Абдул-Гамідом II і побудована між 1884 і 1886 роками за проектом представника відомої династії вірменських архітекторів Османської імперії Саркіса Бальяна. Має прямокутний план і один мінарет. Архітектура мечеті поєднує неоготику і класичні османські мотиви.

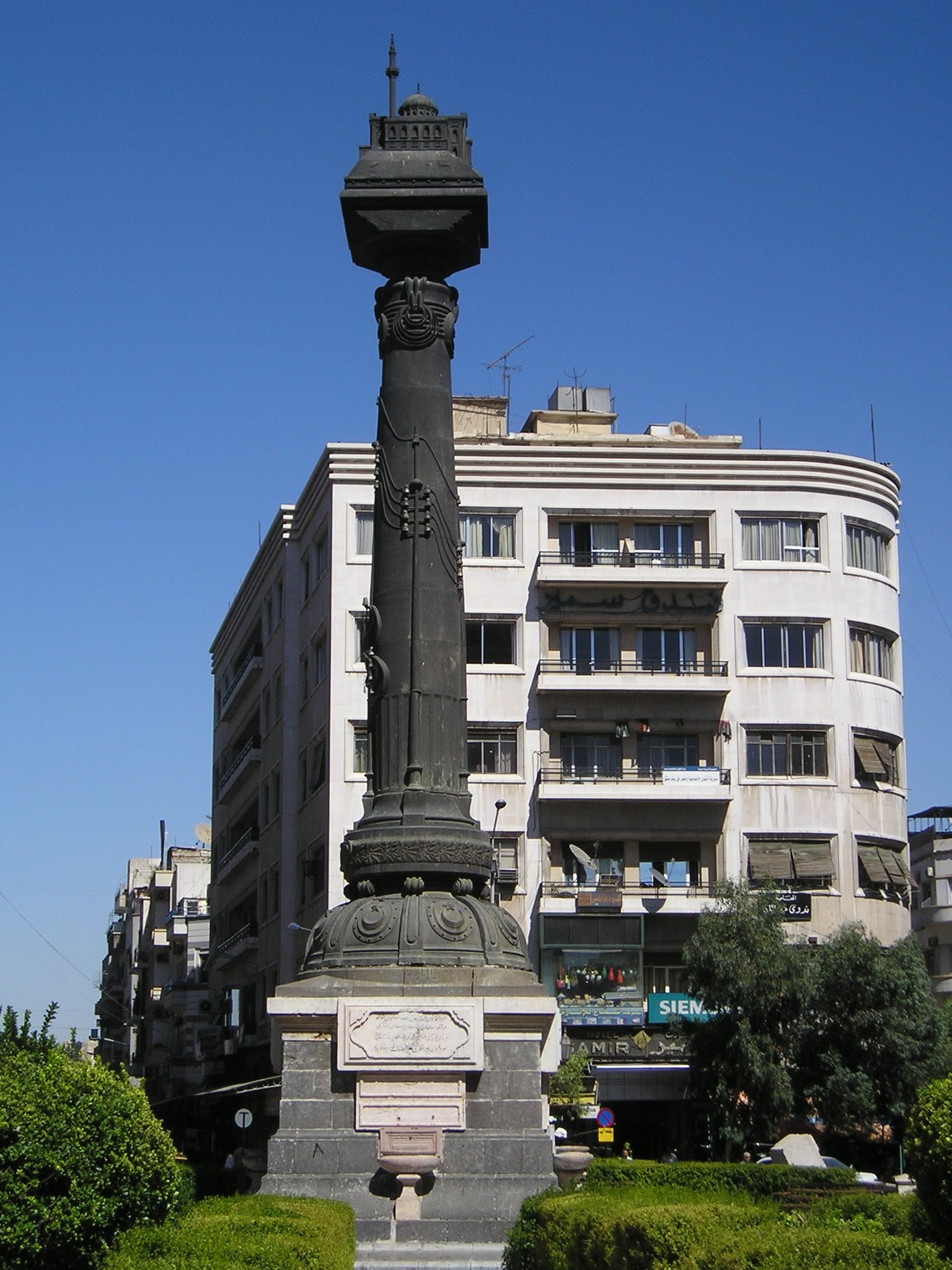
Копія мечеті Їлдиз на площі Марджех, Дамаск, Сирія.

Бронзова колонада, споруджена Абдул-Гамідом II на площі Марджех у Дамаску (Сирія), має на вершині копію мечеті Їлдиз.
4 серпня 2017 року мечеть була знову відкрита президентом Реджепом Таїпом Ердоганом після чотирьох років реставраційних робіт, які коштували 27 мільйонів турецьких лір (7,6 мільйонів доларів).

## Спроба вбивства Абдул-Гаміда II
Детальніші відомості з цієї теми ви можете знайти в статті Замах на Абдул-Гаміда II.

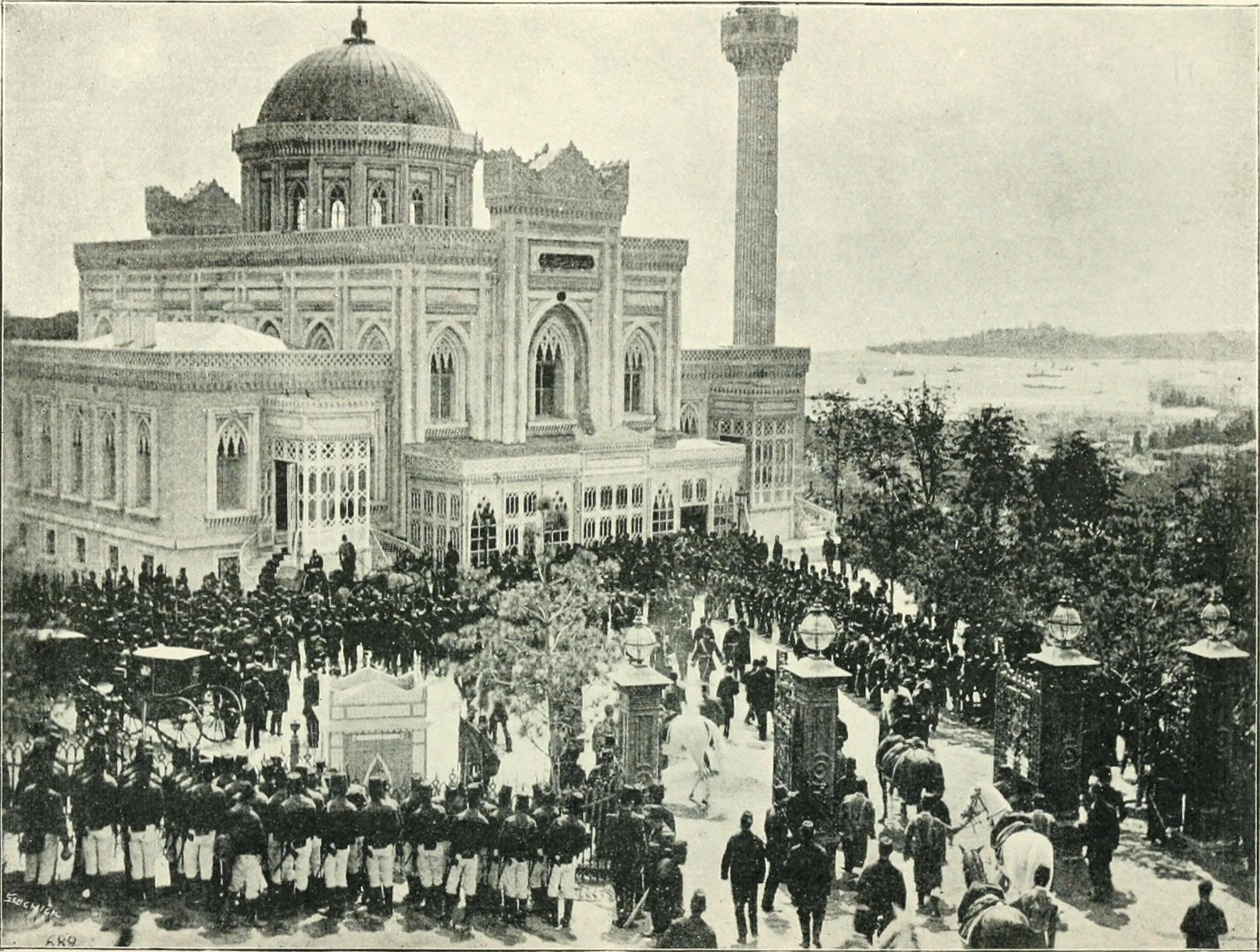
Мечеть Їлдиз Гамідіє під час османської державної церемонії наприкінці XIX століття.

21 липня 1905 року члени Вірменської революційної федерації спробували вбити Абдул-Гаміда II, підклавши бомбу в екіпаж перед мечеттю. Хоча бомба не змогла вбити султана через непередбачену затримку, вона вбила 26 і поранила ще 58 осіб. Ця спроба була відповіддю на погроми та масові вбивства вірмен та інших меншин Османської імперії, здійснені урядом Абдул-Гаміда II (Гамідійська різанина).